# 도모치카 도시로
도모치카 도시로(일본어: 友近 聡朗, 1975년 4월 24일 ~ )는 일본의 전 축구 선수이다.

## 구단 경력
과거 에히메 FC에서 활동하였다.